# Бисвас, Бисвамой
Бисвамой Бисвас (2 июня 1923, Калькутта — 10 августа 1994, там же) — индийский орнитолог, сын профессора геологии Калькуттского университета.
Бисвас изучал биологию в своем колледже вместо геологии, как хотел его отец. Он окончил Калькуттский университет в 1943 году и получил степень магистра в 1945 году. В 1947 году он получил трехлетнюю стипендию от Сандерлала Хора, тогдашнего директора Зоологической службы Индии (ZSI). Это позволило ему пройти стажировку в Британском музее, в Берлинском зоологическом музее под руководством Эрвина Штреземана, а также в Американском музее естественной истории под руководством Эрнста Майра. Благодаря работе в Американском музееъ естественной истории Бисвас способствовал лучшему пониманию структуры и состава таксонов индийских попугаев и сорокопутов.
В 1952 году он получил докторскую степень в Калькуттском университете под руководством Дж. Л. Бхадури. Он принял участиев экспедиции Daily Mail, отправленной на поиски йети в окрестностях горы Эверест в 1954 году. В 1963 году он был избран членом-корреспондентом Союза американских орнитологов. Позже он возглавил секцию птиц и млекопитающих Зоологической службы Индии. Он выиграл гранты Чепмена от Американского союза орнитологов в 1965, 1966 и 1970 годах за исследования в Британском музее. Позже он был содиректором ZSI, пока не вышел на пенсию в 1981 году, а затем до 1986 года занимал там позицию почётного (emeritus) учёного.
Некоторые из его наиболее значимых работ были посвящены птицам Непала и Бутана.  В 1953 году Бисвас опубликовал современную родовую концепцию в своей работе «Контрольный список родов индийских птиц», которая считается основой для всех последующих таксономических трактатов по орнитофауне Индийского субконтинента. Бисвас также занимался анатомией птиц, особенно много писал об их сосудистой системе, у него есть работы и по таксономии млекопитающих. Один из его главных трудов — «Птицы Непала», двенадцать томов которого были опубликованы в период с 1960 по 1967 год. Вместе с Салимом Али и Сидни Диллоном Рипли он стал соавтором книги «Птицы Бутана», опубликованной посмертно в 1995 году. Одним из первых научных описаний Бисваса был розовоголовый кольчатый попугай (Psittacula roseata).
Страстный защитник природы, Бисвас помог основать заказники "Соленые озера" и  Нарендрапур недалеко от Калькутты. Он также участвовал в конференциях Международного совета по охране птиц (ныне BirdLife International). Бисвас несколько лет был главным редактором Трудов Зоологического общества Калькутты.
В 1948 году Бисвас стал членом Американского орнитологического общества, а в 1953 году был избран его членом-корреспондентом. В 1958 году он стал членом Международного орнитологического комитета, который занимается организацией международных орнитологических конгрессов. Азиатское общество наградило его Мемориальным медальоном закона Джой Говинды в 1975 году.
В 1981 году Субхенду Секхар Саха назвал в его честь одновременно род и вид ассамской летяги — Biswamoyopterus biswasi.